# 奥布霍夫工厂
奥布霍夫工厂，原为布尔什维克232厂 是俄罗斯圣彼得堡的冶金与重型机械工厂。主要产品是重型火炮、重型坦克。

## 历史

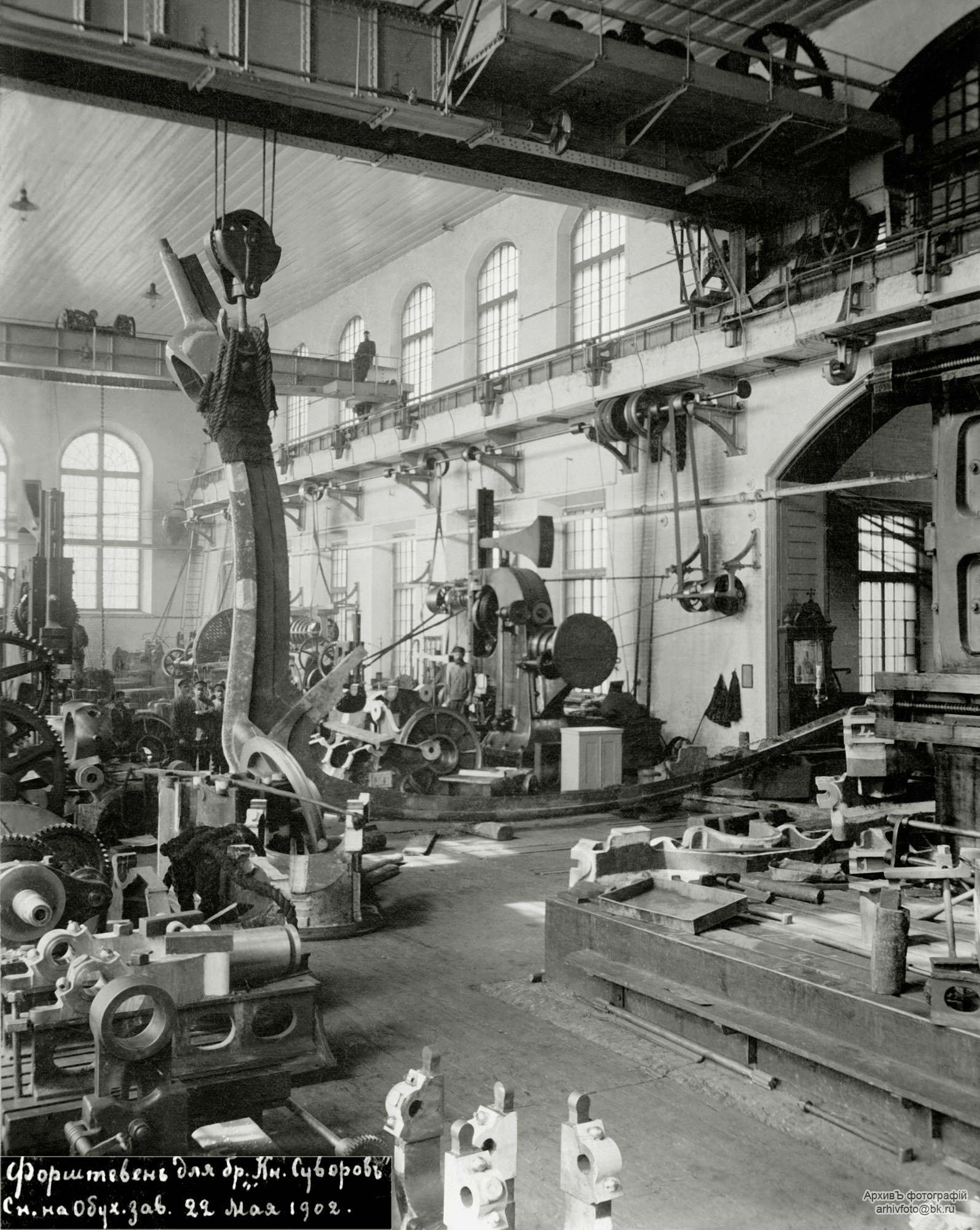
Obukhov State Plant in 1902

1863年沙俄沙皇亚历山大二世命令，在克虏伯援助下在圣彼得堡涅瓦河畔开工建设海军舰炮工厂。承诺在五年内生产价值为10000卢布的线膛火炮。工厂迅速发展成为沙俄最重要的重型机械工厂，1872年开始生产37吨重的305mm舰炮；1884年开始生产鱼雷；1886年国有化；1890年开始为海军生产舰炮炮弹、战列舰装甲板；1905年成立光学车间；1913年包揽了海军90%和陆军50%的武器生产；1914年，员工达到1万人。
1922年改称布尔什维克232工厂，生产拖拉机。1932年，工厂的坦克设计制造部门独立为“以伏罗希洛夫命名的第174工厂”。1992年改称“奥布霍夫工厂”（俄语：Государственный Обуховский Завод）。
2002年成为阿尔马兹-安泰军事工业的子公司。 